# Acambay
Acambay è uno dei 125 comuni dello Stato del Messico, il cui capoluogo è la località omonima. Si trova nella parte nord-occidentale dello Stato.
Confina a nord con il comune di Aculco e con lo Stato di Querétaro, a sud con i comuni di Temascalcingo, Atlacomulco e Timilpan.
Il capoluogo si trova a 2.550 m s.l.m. sulla strada di collegamento tra le città di Toluca e Santiago de Querétaro.